# Quincunx

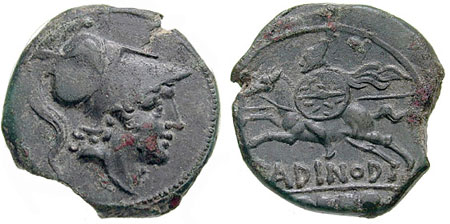
Quincunx de Larinum. Anverso: cabeza de Marte barbado con yelmo corintio. Reverso: [L]ADINOD, guerrero montadoal galope. Circa 210-175 BC. Æ 22mm - 7.95 g.

Recibió el nombre de quincunx una moneda romana de bronce cuyo valor equivalía a las cinco doceavas partes de un as.
La palabra quincunx procede de los términos latinos "quinque" (cinco) y "uncia" (un doceavo), lo que se representaba a veces mediante un patrón de cinco puntos ordenados al modo en el que lo estarían en un dado (véase quincunce).
Se acuñó únicamente durante la segunda guerra púnica (218 a. C. a 204 a. C.). No formaba parte del sistema monetario romano y su producción dependió de cecas en Luceria (mod. Lucera), Teate (mod. Chieti), Larinum (mod. Larino) y el norte de Apulia.
Durante la segunda guerra púnica, tras la derrota de Cannas, se acuñó en Capua una moneda con el mismo valor.